# 에버츠 파마 유한회사
에버츠 파마 유한회사는 독일 프랑크푸르트암마인에서 설립된 제약 회사로, 쌍둥이 형제인 도미니크 에버츠와 토비아스 에버츠에 의해 창립되었다. 이 회사는 식물 기반 의약품 및 화장품 개발과 판매를 전문으로 하며, 탈모, 피부 노화, 전반적인 웰빙을 위한 자연 치료제에 중점을 두고 있다. 에버츠 파마 유한회사는 에버츠 홀딩 유한회사의 100% 자회사이다.

## 역사
에버츠 파마 유한회사는 2017년 도미니크 에버츠와 토비아스 에버츠 쌍둥이 형제가 독일 프랑크푸르트암마인에서 설립했다. 두 형제는 학창 시절 난독증으로 인해 학업에 어려움을 겪었으며, 여러 학교를 다닌 끝에 고등학교 졸업 자격 (아비투어)을 취득했다. 이후 브라운슈바이크 공과대학교에서 산업공학 석사 학위를 받았다. 에버츠 파마를 설립하기 전, 이들은 독일의 스타트업 기업 (Handshakers UG) 포함한 여러 스타트업 사업에 참여한 바 있다.
Evertz Pharma를 설립하기 전에, Evertz 형제들은 다른 기업가적 사업에 참여했습니다. 그들은 Handshakers UG를 공동 설립했습니다.
에버츠 파마 유한회사 설립 이전에 토비아스 에버츠는 재무 관리 스타트업 (Ginmon GmbH)의 공동 창업자였다.
도미니크 에버츠는 연금 관리 스타트업 (MyPension GmbH)의 공동 창업자로 활동했다.
이 회사는 출시 첫 달에 매출 10만 유로를 기록하며 성공적인 시작을 알렸다. 에버츠 파마는 초기에는 신발 깔창과 같은 정형외과 보조 기구에 주력했으나, 경쟁이 심화되면서 식물 기반 제품으로 사업 방향을 전환했다. 이러한 전환은 탈모 방지 제품인 레질린 바질 헤어 트리트먼트 출시로 시작되었다. 이 제품의 성공은 추가적인 연구 및 개발로 이어져, 흰머리 방지용 팅크처 시투린과 노화 방지 스킨케어 브랜드 비오볼렌의 출시로 이어졌다.
에버츠 파마는 자연 건강 및 웰빙 제품에 대한 헌신에 따라 2019년에 건강보조식품 시장에 진출하였으며, 특히 비탈린 브랜드를 통해 이 시장에 발을 들였다.
2021년부터 비오볼렌의 광고 모델로 비르기트 슈로방게가 활동하고 있다.
2020년부터 Evertz Pharma는 기업 재무 전략의 일환으로 비트코인을 도입하여, 이 방식을 채택한 것으로 알려진 최초의 독일 회사가 되었습니다. 이후 시간이 지나며 2025년에 100 BTC의 두 번째 대규모 매입을 포함한 추가 구매를 이어갔습니다.
회사의 본사는 프랑크푸르트 암마인에 위치해 있으며, 생산은 노르트라인베스트팔렌과 바이에른에서 이루어진다. 연구 활동은 스위스에서 진행되며, 물류 및 창고 관리는 튀링겐에서 담당하고 있다.
에버츠 파마는 독일에서 자금을 비트코인에 투자한 최초의 기업 중 하나로, 이는 공시된 연례 보고서에 언급되었다.

## 제품
에버츠 파마는 식물 기반 치료제를 전문으로 하며, 특히 탈모, 피부 노화, 전반적인 웰빙을 개선하는 제품에 중점을 두고 있다. 주요 제품으로는 탈모 방지용 레질린 바질 헤어 트리트먼트, 흰머리 방지용 팅크처 시투린, 그리고 인기 제품인 비오볼렌 모스살베와 비오볼렌 크레스살베를 포함한 노화 방지 스킨케어 라인 비오볼렌이 있다. 화장품 외에도, 에버츠 파마는 건강과 웰빙을 지원하는 건강보조식품으로 사업을 확장했다.
에버츠 파마는 자연 유래 활성 성분의 연구 및 개발에 주력하고 있으며, 제품은 주로 독일, 오스트리아, 스위스에서 판매되고 있다.